# 威福·伯明莱
安東尼·威福·伯明莱（英語：Anthony Wilford Brimley，1934年9月27日—2020年8月1日），常呼作“威福·伯明莱”，是一位美国演员。

## 生平
1934年出生于犹他州盐湖城，14岁时从中学辍学，在朝鲜战争担任美国海军陆战队士兵，在阿留申群岛服役三年。担任过霍华德·休斯保镖，还担任过牛仔和铁匠。

## 作品
曾参演过多部知名作品，如1979年电影《中国综合症》、1982年电影《突變第三型》、1984年电影《天生好手》、1985年电影《魔茧》、1993年电影《黑色豪門企業》及《終極標靶》等。